# Lily Lane
Lily Lane (títol original: Liliom ösvény) és una pel·lícula hongaresa de 2016 dirigida i escrita per Benedek Fliegauf. Està doblada al català.

## Argument
Una mare busca el seu pare alienat després de la mort de la seva mare.